# Viorne de Rafinesque
Viburnum rafinesquianum
Espèce
Synonymes
- Viburnum affine var. hypomalacum Blake[2]
- Viburnum affine Bush ex Schneid.[2]
- Viburnum rafinesquianum var. affine (Bush ex Schneid.) House[2]
- Viburnum rafinesquianum var. rafinesquianum[1]

La Viorne de Rafinesque (Viburnum rafinesquianum) est une espèce d'arbustes de la famille des Adoxaceae.

## Liste des variétés
Selon NCBI (17 janvier 2020) :
- variété Viburnum rafinesquianum var. affine House

## Étymologie
Son épithète spécifique, rafinesquianum, ainsi que son nom nom vernaculaire, lui ont été donnés en l'honneur de Constantine Samuel Rafinesque (1783-1840), naturaliste et archéologue américain d'origine franco-germano-italienne. 